# Mark Arnold
Pour les articles homonymes, voir Arnold.
Mark Arnold, né le 15 décembre 1966 à San José (Californie), est un écrivain américain, historien de la bande dessinée et de l'animation.

## Biographie
Mark Arnold a grandi à Saratoga, en Californie.

## Filmographie

### Producteur associé
- 2011 : Tennessee Tuxedo Will Not Fail!
- 2011 : The Friendliest Ghost We Know, Casper
- 2012 : There's No Need to Fear... Underdog Is Here!